# Valerio Vermiglio
Valerio Vermiglio (Messina, 1 de março de 1976) é um jogador de voleibol da Itália, que foi membro da seleção italiana que ganhou a medalha de prata nos Jogos Olímpicos de 2004 em Atenas.

## Carreira
Ele jogou com o Sisley Treviso e conquistou a liga dos campeões da europa de 2005–06, recebendo também o prêmio de "melhor levantador".
Vermiglio venceu a liga dos campeões da europa de 2011–12 jogando pelo Zenit Kazan, novamente faturando o prêmio de "melhor levantador".

## Clubes
- Sisley Treviso (2002-2007)[1][2]
- Macerata (2007-2011)[1]
- Zenit Kazan (2011-)[3]

## Prêmios

### Individuais
- "Melhor levantador" da CEV Champions League de 2005–06[2]
- "Melhor levantador" da CEV Champions League de 2011–12[3]

### Com os clubes
- CEV Champions League: 2[2][3]